# Evraz
EVRAZ (en russe : ЕВРАЗ) est une entreprise sidérurgique russe dont le siège est à Londres. 
Elle opère principalement en Russie mais également en Ukraine, au Kazakhstan, en Italie, en République tchèque, aux États-Unis, au Canada et en Afrique du Sud. La société est cotée à la Bourse de Londres et fait partie de l'indice FTSE 100.

## Histoire
La société a été fondée en tant qu'entreprise de négoce de métaux en 1992. Le 2 juin 2005, Evraz Group a ouvert 8,3 % de son capital à la bourse de Londres. 
La société a acquis Claymont Steel en 2008, dans la ville éponyme du Delaware pour 564,8 millions de dollars mais l'usine est fermée en décembre 2013. En 2023, le chiffre d'affaires de la société s'élève à 112 millions d'euros.

## Opérations
[Quand ?]
Evraz est une holding  spécialisée dans l'extraction de minerai de fer et de charbon. La société est l'un des plus grands producteurs sur le marché du charbon à coke. 
EVRAZ contrôle également certains actifs de négoce et de logistique de métaux. 

### Acier
- Usine sidérurgique de Nijni Taguil - NTMK - à Nijni Taguil
- Usine sidérurgique de Novokuznetsk - NKMK à Novokouznetsk
- Combinat métallurgique de Sibérie occidentale (ZapSib) à Novokouznetsk
- Palini e Bertoli dans la province italienne d'Udine
- Evraz Oregon Steel Mills (en), Portland (Oregon), depuis 2007
- Strategic Minerals Corporation aux États-Unis[réf. nécessaire]

EVRAZ est le premier fabricant d'acier en Amérique du Nord. 
- Kachkanarsky Ore Mining and Processing Enterprise
- Mines de Soukha Balka en Ukraine

### Charbon
- Société Youjkouzbassougol (extraction de charbon à coke) dans le Kouzbass
- Raspadskaïa (société d'extraction de charbon à coke à Mejdouretchensk) dont EVRAZ détient 82 % du capital

### Vanadium
- EVRAZ Highveld Steel and Vanadium Corporation Ltd
- EVRAZ Vanady Tula
- EVRAZ Nikom
- EVRAZ Stratcor

### Ventes et logistique
- Metallenergofinance (fournisseur d'électricité pour les installations d'Evraz)
- Port maritime commercial de Nakhodka (gérant la plupart des exportations d'Evraz)
- EvrazHolding
- EvrazResource

## Principaux actionnaires
Au 12 décembre 2019:
| Roman Abramovitch                 | 57,5% |
| Alexander Abramov                 | 19,4% |
| Alexander Frolov                  | 9,69% |
| Gennady Ivanovich Kozovoy         | 5,77% |
| Eugene Shvidler                   | 2,79% |
| National Depository Center        | 1,97% |
| Union Bancaire Privée             | 1,74% |
| Norges Bank Investment Management | 1,51% |
| Acadian Asset Managemen           | 1,15% |
| The Vanguard Group                | 0,99% |